# Adromischus humilis
Adromischus humilis là một loài thực vật có hoa trong họ Crassulaceae. Loài này được (Mart.) Poelln. miêu tả khoa học đầu tiên năm 1940.